# Miroslav Božok
Miroslav Božok (Michalovce, 19 ottobre 1984) è un calciatore slovacco, centrocampista del Lisková.

## Carriera

### Club

#### Ružomberok
Debutta con il Ružomberok il 22 marzo 2008 nella sconfitta fuori casa per 2-0 contro lo Slovan Bratislava.
Segna l'ultimo gol con il Ružomberok il 13 maggio 2009 nella vittoria casalinga per 3-0 contro il Petržalka.
Gioca l'ultima partita nel Ružomberok il 5 dicembre 2009 nella vittoria per 2-0 contro il Košice.

#### Arka Gdynia
Debutta con l'Arka Gdynia il 5 marzo 2010 nella sconfitta casalinga per 0-3 contro il Ruch Chorzów.
Gioca l'ultima partita con l'Arka Gdynia il 29 maggio 2011 nella sconfitta fuori casa per 5-0 contro lo Śląsk Breslavia.

#### Bełchatów
Debutta con il Bełchatów il 30 luglio 2011 nella sconfitta fuori casa per 2-1 contro il Ruch Chorzów.
Segna il suo primo gol con il Bełchatów la giornata successiva, il 6 agosto 2011 nella vittoria casalinga per 6-0 contro il Podbeskidzie.

## Palmarès

### Club

#### Competizioni nazionali
- Supercoppa di Slovacchia: 1

Senec: 2002
- Coppa di Slovacchia: 1

Ružomberok: 2005-2006
- Campionato slovacco: 1

Ružomberok: 2005-2006
- Coppa di Polonia: 1

Arka Gdynia: 2016-2017